# Chlorocebus aethiops
Il cercopiteco grigioverde (Chlorocebus aethiops (Linnaeus, 1758)) è un primate della famiglia Cercopithecidae.

## Descrizione
È un primate di media taglia: i maschi pesano da 4 a 4,5 kg e le femmine da 2,5 a 3,5 kg. Ha una pelliccia di colore grigio-verdastro sul dorso mentre il ventre, le sopracciglia e le guance sono di colore bianco-crema. Le mani e i piedi sono glabri e di colore nero. Il muso è anche nero, ma sulle guance vi sono strisce bianche. I maschi presentano una caratteristica colorazione bluastra dello scroto che contrasta con il colore rosso vivo del pene.

## Biologia

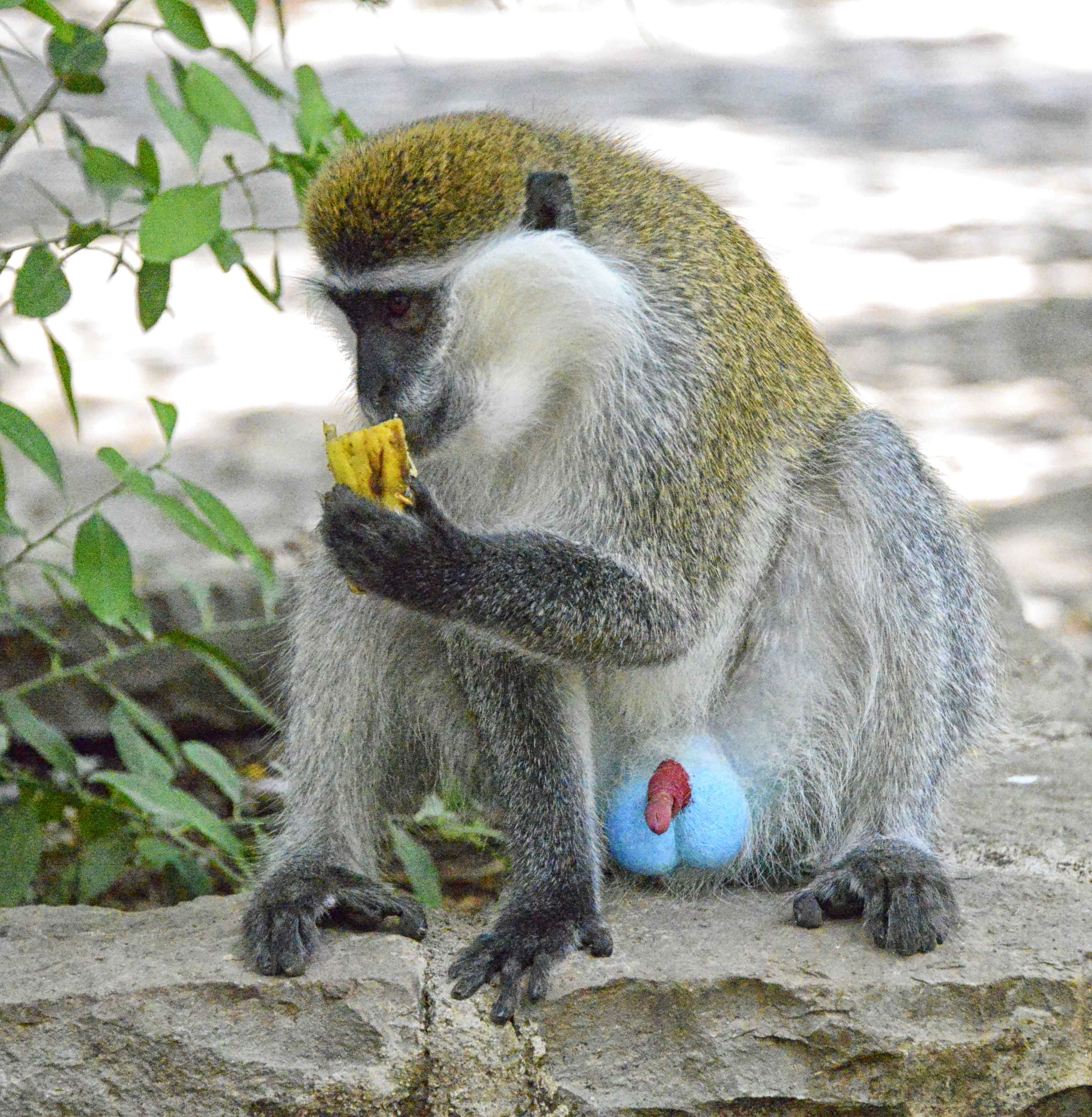
Un esemplare maschio, Etiopia

Dall'attività diurna, il cercopiteco grigioverde vive sia sugli alberi che al suolo. Forma gruppi numerosi costituiti da alcuni maschi, molte femmine e piccoli. All'interno dei gruppi viene rispettata una rigida gerarchia sia nell'accesso al cibo sia nelle attività di grooming. La dieta è varia e comprende molta frutta, altri vegetali e piccoli animali.
Possiede un ampio repertorio di vocalizzazioni, che utilizza sia per segnare il territorio che per una vasta gamma di segnalazioni di allarme all'interno del gruppo. In particolare è documentato l'utilizzo di suoni di allarme diversi per i diversi predatori.

## Riproduzione
La femmina dà alla luce un solo figlio per volta dopo una gestazione di circa 6 mesi.

## Distribuzione e habitat
L'areale di questa specie è circoscritto a Gibuti, Eritrea, Etiopia e Sudan.

## Sistematica
Una volta tutti gli appartenenti al genere Chlorocebus erano raggruppati in un'unica specie, detta Chlorocebus aethiops. La suddivisione del genere in sei specie, qui adottata, non è universalmente accettata e alcuni autori continuano ad usare C. aethiops nel senso generico.